# Колосков, Алексей Алексеевич
Алексе́й Алексе́евич Колоско́в (1924 — 26 октября 1944) — наводчик орудия истребительно-противотанковой артиллерийской батареи 167-го гвардейского стрелкового полка 1-й гвардейской стрелковой дивизии 11-й гвардейской армии 3-го Белорусского фронта, гвардии ефрейтор. Герой Советского Союза.

## Биография
Алексей Колосков родился в 1924 году в деревне Речка-Крапивенка Щёкинского района Тульской области в семье крестьянина. Русский. После окончания 7 классов Крапивенской средней школы работал в колхозе, затем в Туле железнодорожником.
В Красной Армии с августа 1942 года. В действующей армии с февраля 1943 года. Колосков попал в 1-ю гвардейскую стрелковую дивизию, которая входила в 11-ю гвардейскую армию и держала оборону на северном фасе Орловского выступа.
12 июля 1943 года началось общее наступление. Орудие Колоскова всё время двигалось в боевых порядках пехоты. 7 августа он участвовал в бою за овладение городом Хотынец. 15 августа Колосков расстреливал контратакующие немецкие танки в районе города Карачев.
В сентябре 1943 года развернулись упорные бои за город Брянск. 10 сентября Колосков форсировал со своим орудием реку Десна. Метким огнём его расчёт расстреливал гитлеровские цели, блиндажи, движущийся транспорт. 17 сентября 1943 года Брянск был взят советскими войсками. К началу 1944 года на счету орудийного расчёта наводчика Колоскова было 3 вражеских танка, 20 автомашин и много живой силы противника.
В 1944 году 11-я гвардейская армия вошла в состав 3-го Белорусского фронта. В июне началось наступление в Белоруссии. Колосков участвовал в освобождении города Толочин и посёлка Хлопеничи. 1 июля 1944 года он увидел пепелище села Хатынь, освобождал Радошковичи, Ошмяны. Боевые действия переместились на территорию Литвы.
В середине июля 1944 года Колосков в составе своей дивизии форсировал Неман в районе города Алитус. 14 июля 1944 года гвардии ефрейтор Колосков первым из артиллеристов со своим расчётом был на противоположном берегу. И тут же прямой наводкой подбил вражескую самоходку, которая обстреливала переправу. А когда гитлеровцы предприняли контратаку, расчёт Колоскова в упор расстрелял противника.
На следующий день противник снова несколько раз предпринимал контратаки, чтобы сбросить наступающие советские войска в воду. Но расчёт Колоскова помог однополчанам удержать плацдарм, уничтожив 2 штурмовых орудия и до 50 солдат противника. За форсирование Немана артиллерист Колосков был представлен к званию Героя Советского Союза, но представление шло до высшей инстанции целых восемь месяцев, и награду Колосков получить не успел.
Осенью 1944 года подразделения 1-й гвардейской стрелковой дивизии достигли Восточной Пруссии. 26 октября 1944 года в районе города Гумби́ннен (ныне Гусев) немцы бросили против советских гвардейцев танки и автоматчиков. Колосков сумел подбить головной танк противника, но оставшиеся в строю шесть танков разделились на группы: два пошли на орудие Колоскова, один — на соседнее орудие, а остальные принялись «утюжить» окопы.
В поединке с танками выбыли все номера расчёта Колоскова. Оставшись у орудия, Колосков успел поджечь ещё один танк, но погиб от разрыва танкового снаряда. Подоспевшие однополчане сумели отбить контратаку немцев.
Указом Президиума Верховного Совета СССР от 24 марта 1945 года за форсирование реки Неман, образцовое выполнение боевых заданий командования на фронте борьбы с немецко-фашистскими захватчиками и проявленные при этом отвагу и геройство гвардии ефрейтору Алексею Алексеевичу Колоскову было посмертно присвоено звание Героя Советского Союза с вручением ордена Ленина и медали «Золотая Звезда».
Алексей Колосков был похоронен в братской могиле в посёлке Ольховатка Гусевского района Калининградской области. На могиле установлена надгробная плита.

## Награды
- Медаль «Золотая Звезда».
- Орден Ленина.
- Орден Красной Звезды.
- Медаль «За отвагу».

## Память
Именем Героя названы улицы в городах Калининграде, Туле, Щёкино. В Туле на доме № 1 по улице его имени установлена мемориальная доска. Имя А. Колоскова носил колхоз, на территории которого он погиб и похоронен; позже колхоз был переименован в «ОАО имени А. Колоскова».
Приказом Министра обороны СССР Алексей Колосков навечно зачислен в списки воинской части.